# Les Costes (Guixers)
Les Costes és una masia situada a una altitud de 1.575 metres, sota el Puig de les Morreres (Port del Comte), i a un centenar de metres per sobre de Coll de Jou.

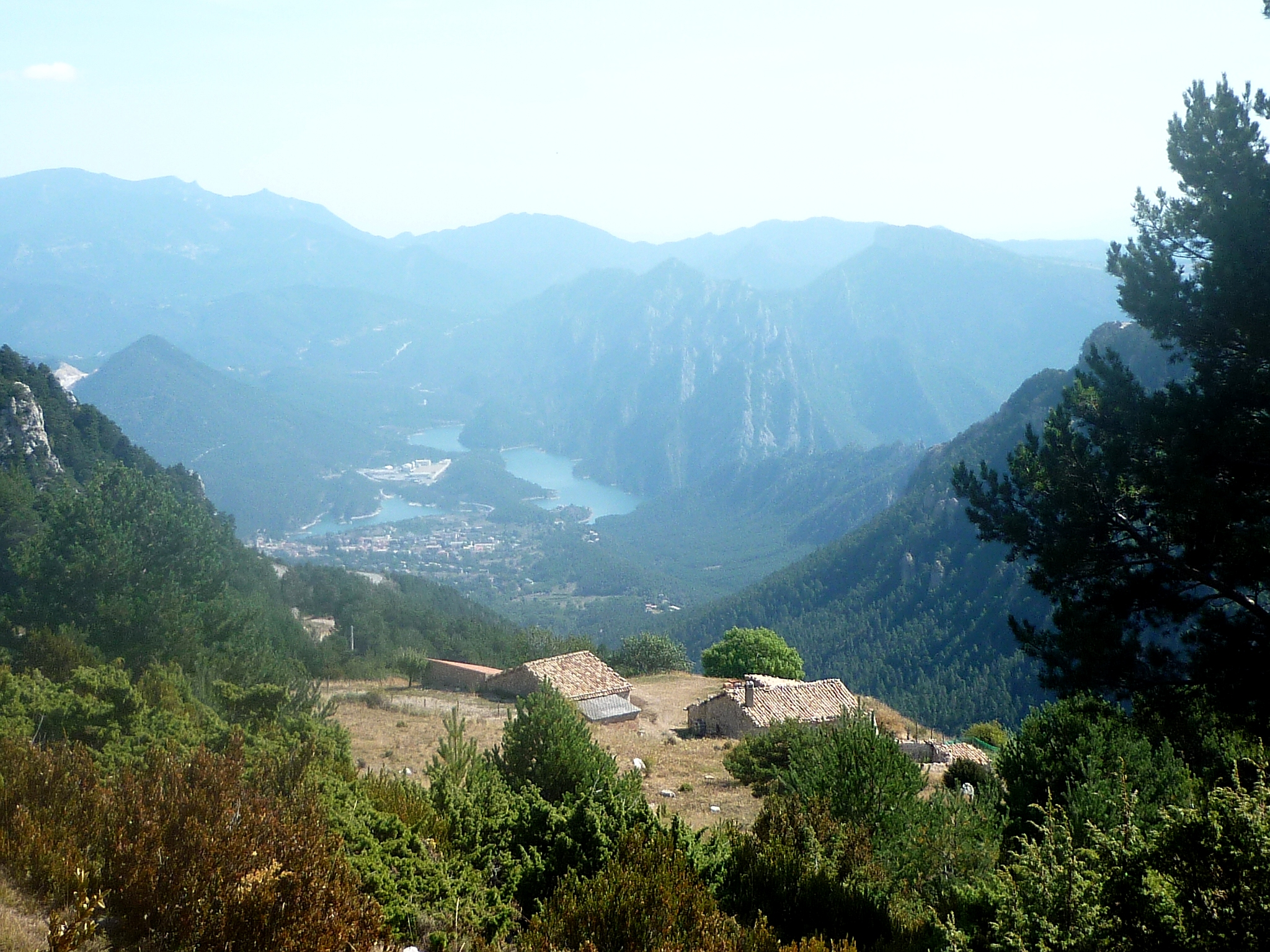
Magnífic emplaçament de la masia sobre la Vall de Lord (Imatge amb anotacions)

A prop hi passa la pista que, de Coll de Jou, mena al Montnou ó als Prats de Bacies. La font de les Costes és a tocar de casa.
Pertany al municipi de Guixers, a la comarca catalana del Solsonès.